# Jens Torstensen
Jens Peter Torstensen (født 11. november 1928 i Odense, død 30. november 2003 i Herlev) var en dansk fodboldspiller.
Jens Torstensen begyndte at spille fodbold i Odense KFUM som syvårig og var så stort et talent, at han som ynglingespiller kom til at spille på klubbens førstehold. Han var således med til at vinde kvalifikationsrækken (landets fjerdebedste række) i 1951, og han spillede i klubben, indtil han i 1955 fik arbejde i hovedstaden. Han skiftede derfor til KB, hvor han allerede i 1951 havde haft en gæsteoptræden i en venskabskamp mellem KB og Chelsea F.C.. Han spillede i KB frem til afslutningen af sin karriere i 1963.
Jens Torstensen debuterede på landsholdet i årets første landskamp i 1951 på Hampden Park (75.000 tilskuere) i Glasgow mod Skotland, som vandt 3-1. Torstensen gjorde en god figur og lagde op til det danske mål, som blev scoret af Jørgen W. Hansen. Han spillede yderligere to landskampe det år mod Østrig og Norge. I 1952 spillede han kampen mod Skotland samt to B-landskampe. Han var med i truppen til OL samme år  i Helsinki, men fik ikke spilletid ved legene. Derefter gik der tre år, inden han spillede sin femte og sidste A-landskamp i 1955 mod Norge.